# Перепис у Вифлеємі
«Перепис у Вифлеємі» — картина пізнього періоду творчості фламандського художника Пітера Брейгеля Старшого (бл. 1525—1569).
Картину відносять до біблійних творів митця. Мимоволі поєднують у єдиний цикл картини «Перепис у Вифлеємі» та «Винищення немовлят». На обох картинах події відбуваються взимку, стривожені мешканці покинули власні домівки, бо в дрімотний плин життя втрутилася влада. І це втручання не несе нічого безпечного, навпаки. В «Перепису у Вифлеємі» це ще досить спокійне втручання, що нагадує збори податків. В картині «Винищення немовлят» вже трагедія — бо це каральна кампанія в нідерландському поселенні, є кати і є перші покарані — діти.
Пітер Брейгель Старший — з тих нідерландських митців, що створив подорож до Італії. Небезпечний і довгий шлях митця проліг через Францію до порту в Марселі, а далі вітрильником — до Неаполя. Лише малюнки автора та картини з портом Неаполя дозволяють гіпотетично представити шлях і зупинки майстра на шляху до славнозвісного мистецького центру — Риму. Отже, Брейгель був у Італії, але не у Палестині, тобто, не міг на власні очі бачити Вифлеєм. І події у власних так званих біблійних картинах переніс в невеличке нідерландське поселення. Він сміливо робить біблійний Вифлеєм вкритим снігом, наближаючи того до сучасних йому поселень, наближає біблійні події до дійсності Нідерландів середини 16 століття. Це умовність, відома з доби готики, коли біблійні персонажі і події переносилися у звичне, рідне для західноєвропейців середовище.

Формальним приводом для створення картини нібито слугують рядки з Євангелія: 
| Ліві лапки | «В ті дні вийшов від кесаря Августа наказ створити перепис по усій підвладній йому землі... І пішли усі на перепис, кожний у своє місто. Пішов також і Йосип із Галілеї, з міста Назарета, в Юдею, в місто Давида, назване Вифлеєм, бо був він з дому і роду Давида, зарахуватися з Марією.» | Праві лапки |

## Опис твору

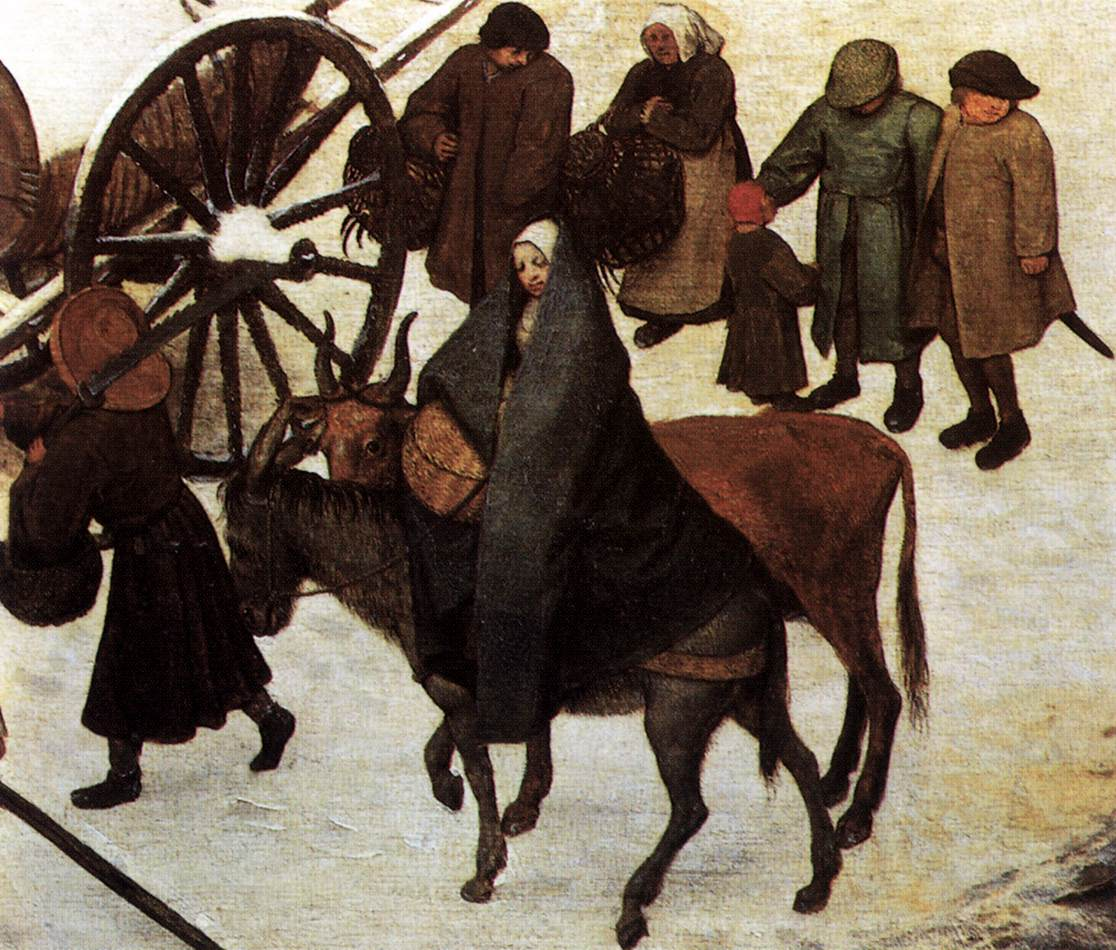
«Перепис у Вифлеємі», Св. Йосип з теслярським реманентом та Богоматір, (фрагмент). 1566 р.

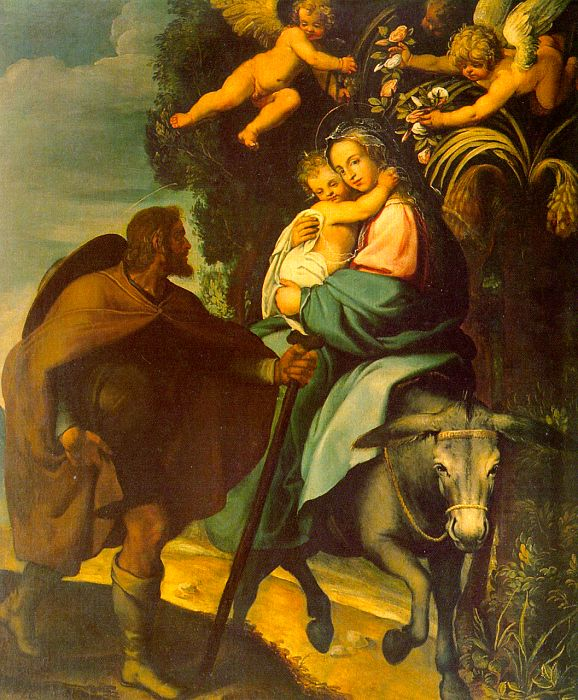
Бартоломе Кардучо."Втеча Святої Родини в Єгипет" (Ермітаж, Санкт-Петербург).

Художник (і спостерігач) ніби роздивляються поселення чи то з вежі, чи то з горищного вікна якоїсь споруди. Передвечірній час — і видно, як сідає червоне сонце за гілками дерев. Деякою вказівкою на місяць події є турботи якоїсь родини, що ріже свиню. Зазвичай в Нідерландах це траплялося у грудні. Власник ріже, а господиня приготувала сковороду, куди тече кров, яку будуть смажити. Знекровлену свиню опалять, для чого вже приготували снопи з соломою. Ця група неодноразово зустрічається в картинах Брейгеля. Саме цим займаються мешканці і на картині «Мисливці на снігу», що встигли вже розкласти багаття.
Далі від заклопотаних свинею — щільний натовп людей біля дверей постоялого двору. Там виставлені столи і пораються урядовці, обкладені величезними податковими книгами. І хоча в назві картини слово «перепис», дії урядовців не що інше, як збори податків. В центрі картини — ніким не помічена пара: він — з теслярським реманентом (добре видно пилу на плечах), вона — верхи на осляті. Лише ці атрибути нагадують, що у місто прибула Свята Родина. Вони якраз і крокують до постоялого двору. Художник навіть не поклопотався зробити німби над головами Святої Родини. Так в сюжет «Перепису у Вифлеємі» органічно увійшов сюжет «Втечі Святої Родини в Єгипет».
Картини Пітера Брейгеля зазвичай переповнені сюжетами і невеликими подіями, які могли би стати сюжетами для окремих картин. Саме так і робили італійські майстри — з їх потягом до монументальності, до збільшених, масштабних побудов. Саме так зробив і італієць, що працював у Іспанії Бартоломе Кардучо в полотні «Втеча Святої Родини в Єгипет» (Ермітаж, Санкт-Петербург).
Але художник малює справжню енциклопедію життя невеличкого містечка взимку. Картину можна розглядати годинами, сміючись з дітей, що перетворили дерев'яний триногий стілець на сани, спостерігати за побудовою сараю, подорожніми з клунками. Художник надав можливість навіть розгледіти півня з курками та герб Габсбургів на стіні постоялого двору

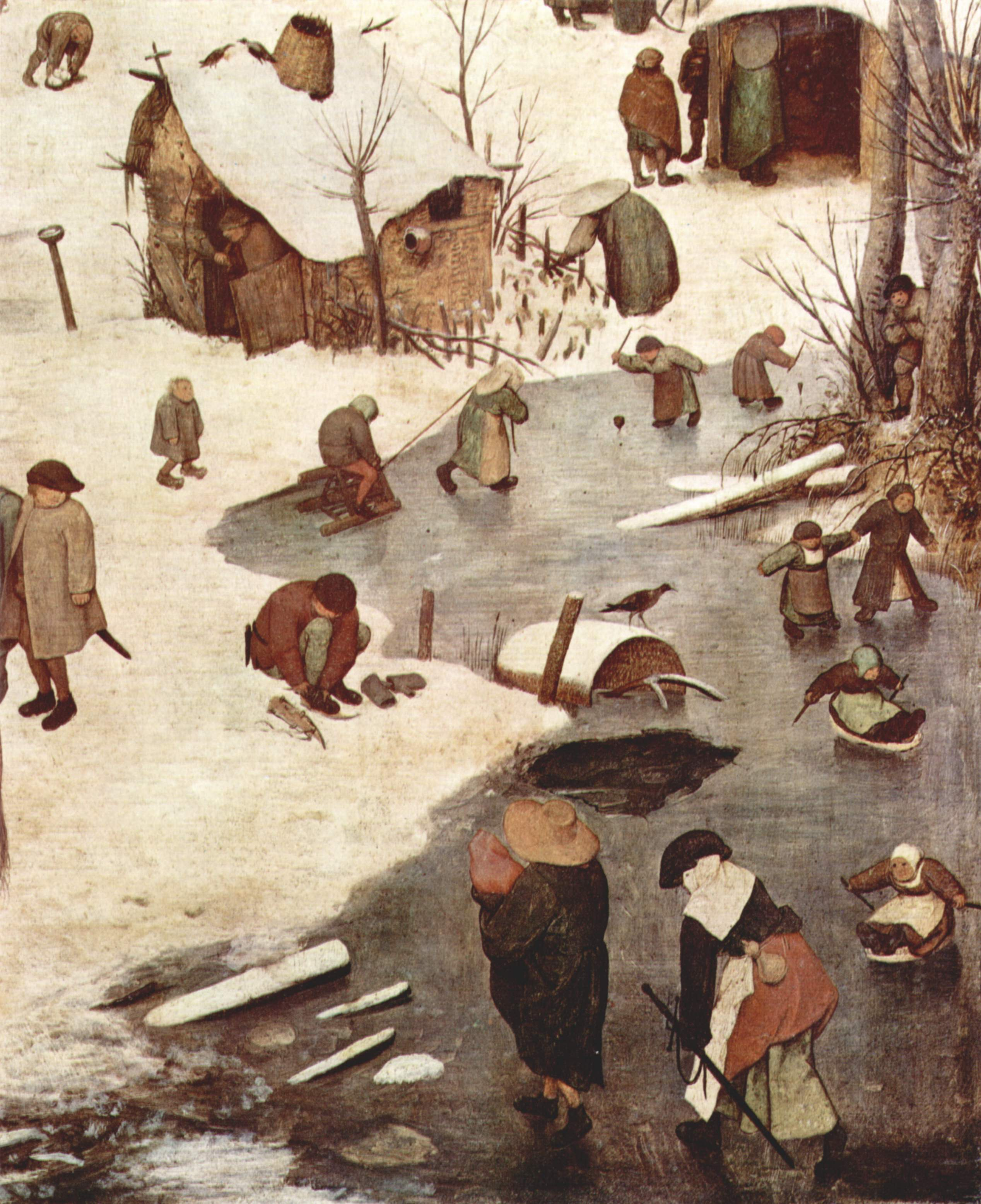
Пітер Брейгель Старший. «Перепис у Вифлеємі» (фрагмент). 1566
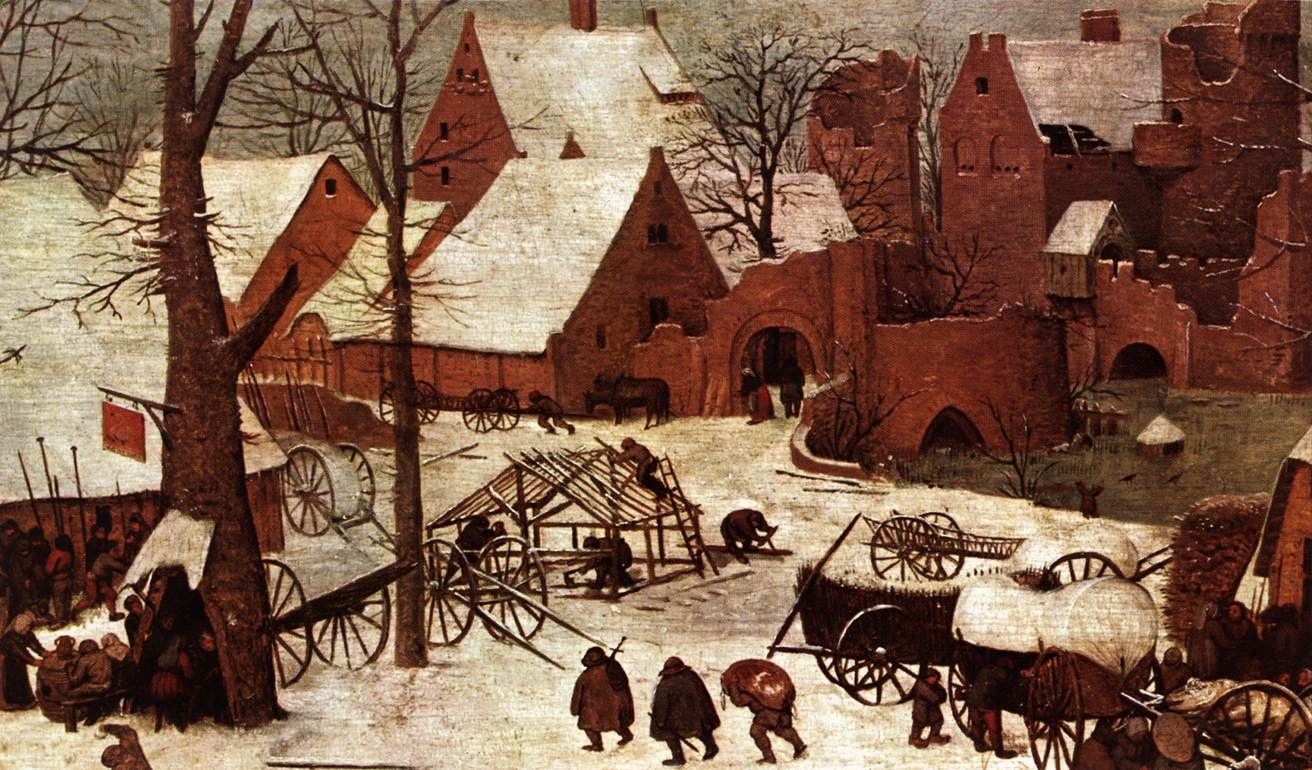
«Перепис у Вифлеємі». Побудова сараю (фрагмент). 1566
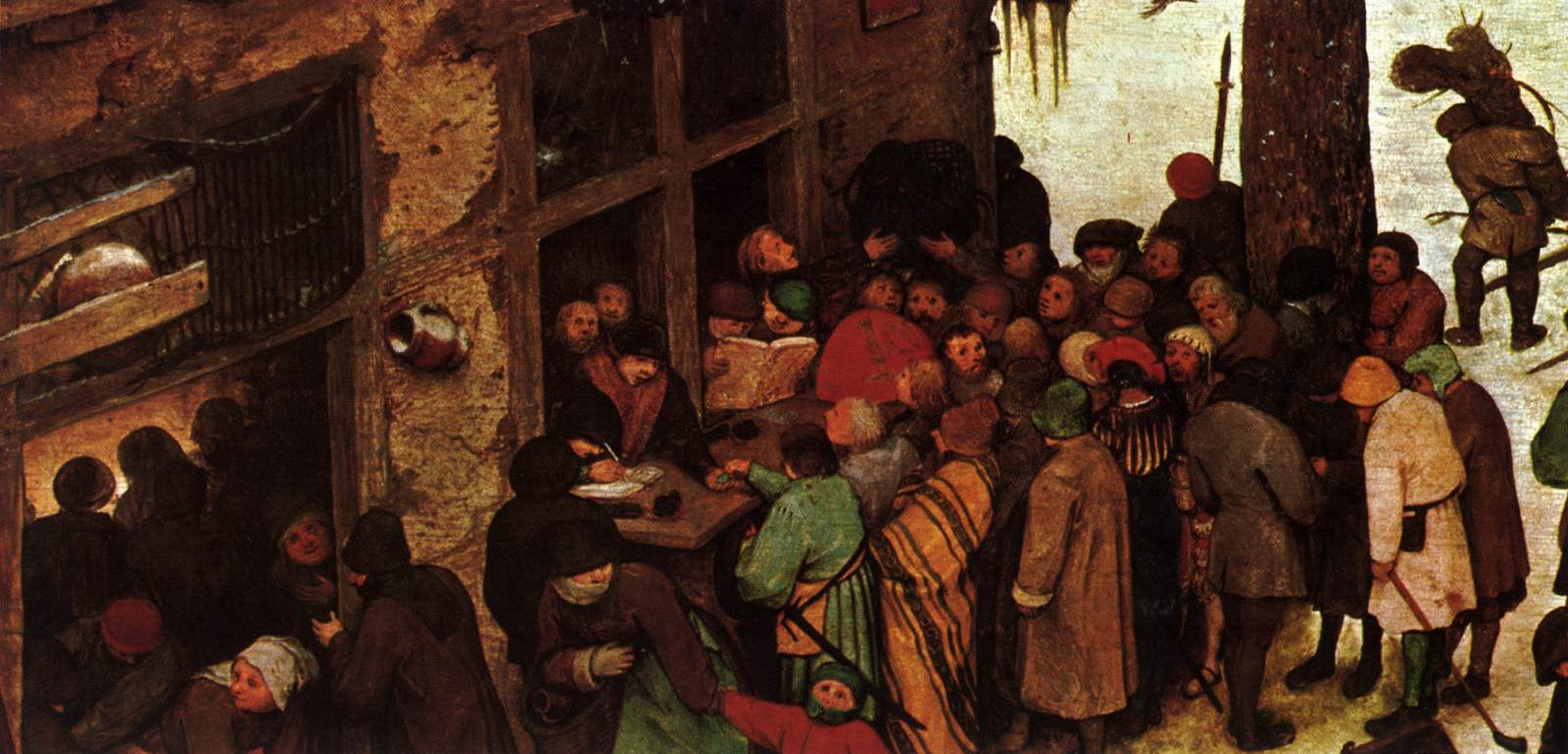
«Перепис у Вифлеємі».Урядовці, що ведуть перепис (фрагмент). 1566
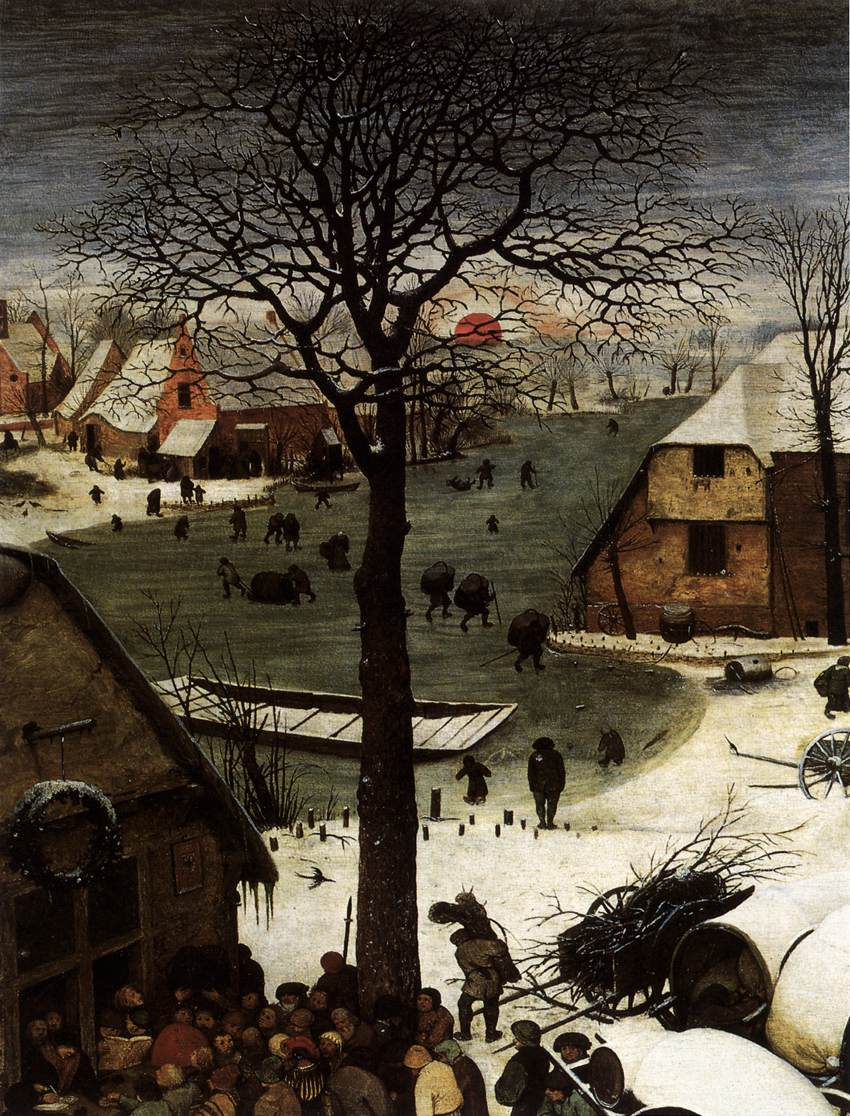
«Перепис у Вифлеємі».Складання дров у візок (фрагмент). 1566

Відомо, що Пітер Брейгель перебував в Римі десь близько двох років. Фламандському митцю, що добре знався на творах Гуго ван дер Гуса, Пітера Кука ван Алста, Мабюза, Ієронімуса Босха — Італія і твори італійських майстрів дали мало.
Ще менше він прислухався до думки авторитетного Мікеланджело Буонарроті, що запально заявив: «Я засуджую фламандський живопис не за те, що він наскрізь поганий — в інших місцях пишуть і гірше, ніж у Фландрії. (Не схвалюю) за те, що він занадто багато речей намагається добре зробити в той час, коли кожна з них велична і складна. І тому жодна з них не доводиться до досконалості». Відомо, що прискіпливий Мікеланджело не схвалював навіть живопис самого Тиціана з Венеції.
У Пітера Брейгеля виробилася власна уява про досконалість, національна, далека від римської. У Пітера Брейгеля — вистачило сміливості у власному мистецтві — йти власним, неіталійським шляхом.